# 共同市場
共同市場（きょうどうしじょう 英: common market）は、製品規制に関する共通の政策や土地、労働、資本の生産要素の移転の自由や開業の自由を伴っている関税同盟。その目的は参加当事者間での資本、労働、商品、サービスの移動の自由を容易にすることである。
単一市場（たんいつしじょう 英: single market）について、共同市場をより進化させた形態であると言及されることがある。共同市場との比較で言うと、単一市場については参加国間に存在する物理的（国境）、技術的（基準）、財務的（税制）な障壁の除去に向けたことにより、一層の取り組みがなされることが想定されている。これらの障壁は先の4つの生産要素の移転の自由を妨げるものである。
さらに進んで、資本、労働、商品、サービスの移動が完全に自由化された市場を統一市場（とういつしじょう 英: unified market）と呼ぶことがある。統一市場は単一市場の最終的な段階とされる。
共同市場は経済統合の第4段階目である。

## 実例
- 欧州連合 (EU) は1951年のパリ条約において欧州石炭鉄鋼共同体 (ECSC) として創設され、1957年のローマ条約において欧州経済共同体 (EEC) となった（なお当時、イギリスとアイルランドは共同市場を形成していたとされている）。その後1968年に域内での関税障壁が撤廃されているが、その後数年間は関税同盟から単一市場への移行が進まなかった。1986年に単一欧州議定書が調印され、1992年までには資本、労働、商品、サービスの自由な移転に対する障壁が除去されることになった。
- 欧州経済領域 (EEA) - 欧州共同体 (EC) 、ノルウェー、アイスランド、リヒテンシュタイン
- カリブ共同体 (CARICOM) 単一市場

## 提唱されているもの

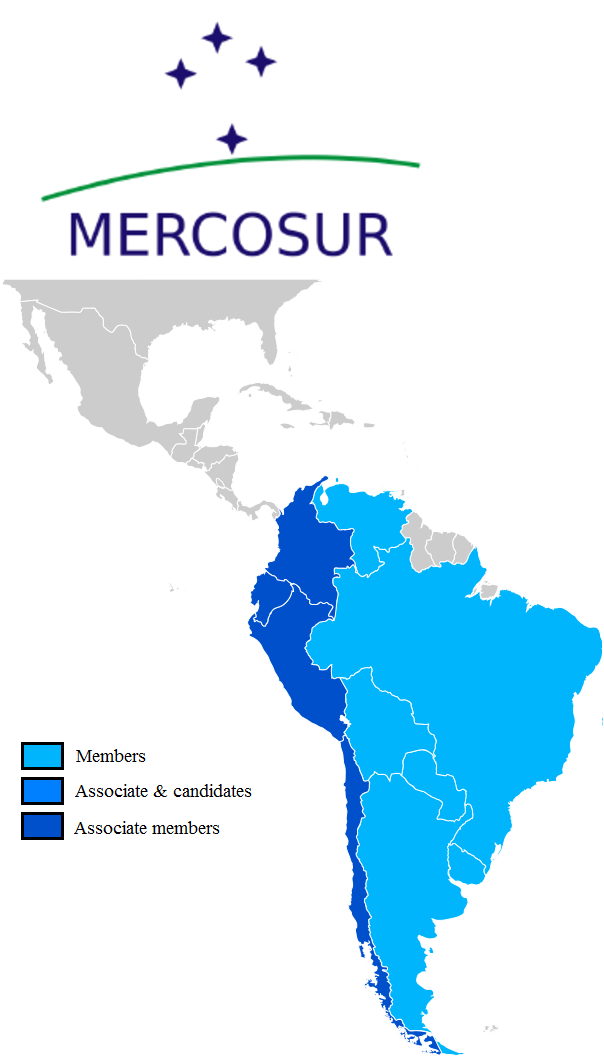
メルコスール.

- 西アフリカ諸国経済共同体 (ECOWAS)
- 中部アフリカ諸国経済共同体 (ECCAS) における中部アフリカ共同市場
- 湾岸協力会議 (GCC)
- 南部アフリカ開発共同体 (SADC)
- 東南アジア諸国連合経済共同体 (AEC)
- アフリカ経済共同体 (AEC)
- Ameuropa

## 利点
単一市場には多くの利点がある。その中心となるのは労働分担が進み、結果、生産性が向上する。
この他、重要なものとしては、参加国間での生産要素の移転の自由に関して、これらがより効率的に配置され、さらに生産性が向上するというものである。

## 代償
単一市場に移行することによって、国際的な競争が増加するために国内経済のいくつかの部門において短期的な悪影響が起こりうる。政府による市場の保護や補助金を受けていた、あるいはこれらを受けていたために国際的な業績基準に達していなくとも存続できていたような企業は、その企業が伝統的な市場に属していたとしても、業績の良い同業他社との生き残りをかけた競争にさらされることになる。最終的には、企業が組織や経営方法の改善に失敗すれば、その企業は倒産することになり、結果として失業が発生する。